# Fritada (Guam)
Para outros significados de fritada, veja Fritada
Em Guam, a fritada é um guisado de vísceras de porco, vaca ou veado, com o sangue do próprio animal. A língua chamorro, oficial neste território dos EUA, tem uma grande influência do espanhol e, embora fritada tenha como origem a fritura, tanto aqui, como por exemplo no México, usa-se este termo para uma diferente preparação culinária. 
No século XVI, a carne de animais terrestres não fazia parte da dieta dos chamorros, que comiam exclusivamente peixe. Mas no século XVIII, os espanhois introduziram porcos, gado bovino e veados nas Ilhas Marianas e assim os chamorros passaram a comer carne. Este prato e o próprio nome podem também ter sido introduzidos pelo espanhois, a partir da fritada de cabrito, da culinária do México que, por sua vez, pode ter como origem a “chanfaina” da Extremadura (Espanha), esta tradicionalmente preparada com borrego (em Portugal, existe a chanfana, preparada com carne de cabra ou de bode). Nas Filipinas, que também foram colonizadas pelos espanhois na mesma época, existe uma preparação semelhante, chamada dinuguan (supostamente da palavra local “dugo” que significa sangue). 
Este tipo de cozinhado, em que se aproveita o máximo do animal, está relacionado com a falta de meios de conservação de alimentos, quando se matava um animal, mas também da necessidade de alimentar um grande número de pessoas. Tradicionalmente, a matança de uma rês, assim como uma caçada, era uma atividade comunitária: os homens matavam o animal, recolhiam o sangue, esfolavam-no e separavam as diferentes partes da carne, enquanto as mulheres limpavam a carne e as vísceras e preparavam o cozinhado, assim como os acompanhamentos (o pão incluído); no entanto, os homens também participavam no cozinhado. Este método é também o que é praticado no Cazaquistão, onde a carne (por vezes de animais grandes como o cavalo e o camelo) é a base da alimentação. 
O intestino era aberto e esfregado com óleo de coco (ou outro), depois escaldado em água com vinagre e sal. O pâncreas, o fígado e o coração era bem lavados e cortados em pedaços pequenos, assim como a tripa. Estes pedaços eram cozinhados em vinagre, sal e pimenta, até o vinagre secar; junta-se o sangue, mexendo sempre, até que o sangue fique escuro e combinado com as vísceras e formar uma mistura sólida (a carne propriamente dita não era utilizada neste prato). Finalmente, junta-se água, deixa-se ferver um minuto e serve-se com arroz. 